# Simon János (festő)
Simon János (Sárvár, 1945. november 7. –) magyar festőművész.

## Élete
1971-ben a Pécsi Tanárképző Főiskolán szerzett rajz- földrajz szakos diplomát, majd 1978-ban újabb diplomát szerzett a Magyar Képzőművészeti Főiskolán. A pécsi tanárképzőben Kelle Sándor, a budapesti képzőművészeti főiskolán Patay László és Bráda Tibor voltak a mesterei. Bulgáriában, Ausztriában, Olaszországban, később Görögországban, Spanyolországban járt tanulmányutakon.
Festészete pályakezdésének időszakában a természet ábrázolásból indult ki, majd eljutott a konstruktív tárgyilagosságig. Az 1980-as évektől képeit egyre inkább a lírai absztrakció hatja át, amelyekben a fények is nagy szerepet játszanak. Ihletének forrása a biblia, a világirodalom, az építészet, a régészet, külföldi útjai. Mély benyomást tettek rá spanyolországi élményei (lásd Ibériai impresszió, Spanyol táj című képeit) és a humán viszonyok (lásd Széthulló emlékek c. festményét). Képein a meleg színek az uralkodók, a sárga és a vörös különböző árnyalatai.
Tagja a Magyar Alkotóművészek Országos Egyesületének (MAOE). Festményeit a Razgrad-i Képtár és a Szombathelyi Képtár őrzi. Pannói közösségi épületek enteriőrjét díszítik. (Sárvár, Tinódi Gimnázium; Steinheim, Városháza; Sonntagberg, Városháza).

## Ars poeticája
A festészet belső kényszer, amely utat tör magának és szabad folyást enged
a gondolatnak és érzelemnek egyaránt. A kifejezés iránti szándék, a színek, fények, formák segítségével a festő örök és oldhatatlan vágya.

## Kiállásai (válogatás)

### Egyéni
- 1975 • Ady Kultúrterem, Szombathely
- 1976 • Tanárképző Főiskola, Kaposvár
- 1979 • Megyei Ifjúsági Központ, Zalaegerszeg • Tanítóképző Főiskola, Szekszárd
- 1980 • Médium Galéria, Szombathely • Művelődési Központ, Sárvár
- 1987 • Művelődési Központ, Bük
- 1988 • Derkovits Terem, Szombathely
- 1989 • Mednyánszky Terem, Budapest
- 1990 • Mecénás Galéria, Zalaegerszeg • Képcsarnok, Győr
- 1999 • Kanizsa TREND, Nagykanizsa
- 2000 • Galéria Arcis, Sárvár • Kortárs Galéria, Budapest
- 2008 • Szombathelyi Képtár
- 2010. Róma-Nettuno, Forte-Sangallo Kortárs Kulturális Központ, Olaszország,
- 2012. Sopron, Pannónia Galéria
- 2019. Keresztmetszet új gondolatokkal, Gerenday Közösségi Ház, Lábatlan 2019. Új Dunántúli Tárlat, Balatonalmádi

### Csoportos
- 1970-87 között minden évben a Vasi Műhely kiállításai, Szombathely
- 1970-től rendszeres résztvevője a szombathelyi Vas megyei Tárlatoknak
- 1985 • III. Művészeti Fesztivál, Szczecin (Lengyelország)
- 1986 • Razgradi Képtár, Razgrad (Bulgária)
- 1987 • Dunántúli Tárlat, Kaposvár
- 1988 • Nemzetközi szimpózium, Heiligenkreuz (Ausztria) • Artunión Nyugat-magyarországi Képzőművészek Kiállítása, Berlin
- 1989 • Pannóniai Triennálé, Muraszombat (Jugoszlávia) • Pannóniai Triennálé, Eisenstadt
- 1991 • Vasi festők kiállítása, Fontanafredda (Olaszország)
- 1992 • A gondolat válsága, Szombathelyi Képtár, Szombathely
- 1994, 1995, 1996 • Nemzetközi művésztelep kiállítása, Trofainach (Ausztria)
- 1997-99 • Nemzetközi művésztelep kiállítása, Városi Múzeum, Békés
- 1997 • Vasi Tárlat, Szombathely
- 1999 • Medam Hotel, Zalakaros
- 1999 • 1 Simpozium, Occhieppo • Riano
- 2000 • Városi Múzeum, Békés.
- 2000. Budapest, 3. Nemzetközi Művészeti Vásár, Budapest Vásárközpont,
- 2001. Budapest, 4. Nemzetközi Művészeti Vásár, Budapest Vásárközpont,
- 2001. Klágenfurt, Nemzetközi Szimpózium,
- 2002 Szombathely, Szombathelyi Képtár, Megyei Tárlat,
- 2003. Klágenfurt, Nemzetközi Szimpózium,
- 2004. Szombathely, Savaria Múzeum, Nyugat Magyarországi Művészek kiállítása,
- 2005. Szentgotthárd, 4. Nemzetközi Művésztelep,
- 2005. Szombathely, Médium Galéria, Vörös és Fekete,
- 2005. Lendva, Galéria Múzeum Lendva, 1. Téli Nemzetközi Művésztelep,
- 2005. Zalaegerszeg, Nyugat-dunántúli Régió, Kulturális Központ,
- 2006. Szombathely, Bercsényi Galéria,
- 2006. Szentgotthárd, 5. Nemzetközi Művésztelep,
- 2007. Győr, Nyugat-dunántúli Régió Művészeinek kiállítása, Kulturális Központ,
- 2007. Szentgotthárd, 6. Nemzetközi Művésztelep,
- 2008. Lendva, Múzeum Galéria, Nemzetközi Művésztelep,
- 2008. Szombathely, I. Ars Pannonica, Szombathelyi Képtár,
- 2010., 2011., 2012., 2015., 2016., 2017., 2018. Nagykanizsa, Ludvig Nemzetközi Művésztelep,
- 2010. Szombathely, II. Ars Pannonica, Szombathelyi Képtár,
- 2011. Villach, Atrio Központ, 2. Senza Confini Kiállítás,
- 2012. Szombathely, III. Ars Pannonica, Savaria Múzeum,
- 2013. Bad Zwischenahn I. Nemzetközi Szimpózium,
- 2014. Bad Zwischenahn II. Nemzetközi Szimpózium,
- 2015. Szentendre, Művészet Malom,
- 2016. Budapest, Art Quarter,
- 2017. Regionális Összmüvészeti Központ (ReÖK), Szeged, „Káosz és Rend”, MAOE,
- 2018. Galeria Arcis, Sárvár, „Hazatérők”
- 2018. Pesterzsébeti Múzeum, Gaál Imre Galéria, „Keresztmetszet”, MAOE,
- 2018. Vasi Műhely, Szombathelyi Képtár
- 2019. "Keresztmetszet új gondolatokkal", Gerenday Közösségi Ház, Lábatlan,
- 2019. Új Dunántúli Tárlat, Balatonalmádi

## Díjak, elismerések
- Főiskolai plakátpályázat díja (1969);
- Vasi művésztanárok, a művésztelep I. díja, (1971, Szombathely);
- Pannonia Triennálé '89 magyar nemzeti díja, (1989, Szombathely);
- Megyei Karácsonyi Tárlat, a Vas megyei Közgyűlés díja, (1995, Szombathely); *Megyei Karácsonyi Tárlat szakmai díja (2000).

## Művek közgyűjteményekben
- Képtár, Razgrad (BG);

- Szombathelyi Képtár, Szombathely.